# Armadillo (bibliothèque C++)
Pour les articles homonymes, voir Armadillo.
Armadillo est une bibliothèque logicielle open source d'algèbre linéaire pour le langage C++.
Une interface avec le langage Python est également disponible sous le nom PyArmadillo.